# Cases de l'Empalme
Les Cases de l'Empalme són tres cases d'obrers ferroviaris de Maçanes (Selva) inclosa a l'Inventari del Patrimoni Arquitectònic de Catalunya.

## Descripció

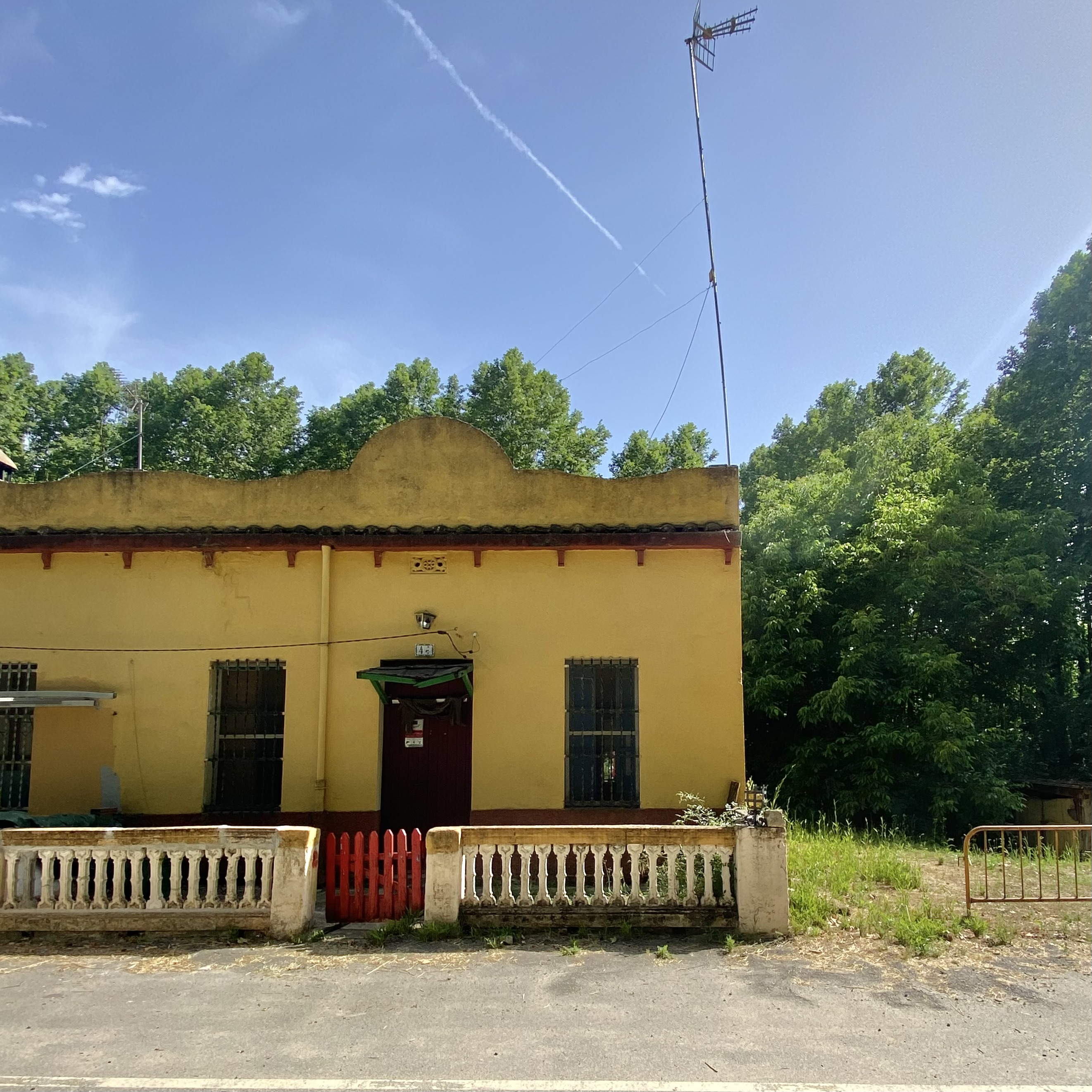
Façana de la casa al núm. 64

És un conjunt de tres cases aparellades, situades al barri de l'Empalme, al costat justament de l'església de Sant Josep Obrer. Cases de planta baixa i de dimensions petites, coronades per un frontó ondulant.
A la façana principal, una porta d'entrada a la part central i una finestra allargada a banda i banda protegida per una reixa de ferro forjat. Totes les obertures són en arc pla. A sobre hi ha una cornisa que sobresurt, amb modillons a la part inferior i arquets a la part superior.
Les façanes estan arrebossades i pintades de color groc, excepte la cornisa que es de color tirant a granats.

## Història
El barri de l'Empalme va néixer amb l'edificació del ferrocarril a mitjan segle xix i créixer com un llamp durant la segona dècada del segle xx. En el moment de major expansió va comptar amb un hostal que a més era botiga, una església i una escola. Tenia la seva pròpia festa major. En passar els anys, l'estació de l'Empalme va perdre importància, fins a l'actualitat en què el barri està quasi totalment despoblat.
Les obres de construcció de la via fèrria van començar el 1859. A la vora de l'Empalme es va haver de dessecar un llac que hi havia dins de la propietat de Can Ramilans. L'agost de 1860, una locomotora va fer el primer recorregut fins a l'Empalmeta, tot i que el trajecte no es va inaugurar fins un any més tard. L'estació definitiva fou l'Empalme (compartida per Maçanes i Maçanet de la Selva), que s'anomenava així en castellà per ser l'entroncament amb la línia marina.